# Mettler (Maschinenbau)
Die Mettler AG war ein im Maschinenbau tätiges Unternehmen mit Sitz in Arth SZ. 1987 wurde die Firma Bestandteil der heutigen SSM Schärer Schweizer Mettler AG mit Sitz in Horgen, welche das ursprüngliche operative Geschäft der Mutterholding Schweiter Technologies ist.

## Geschichte
Das Unternehmen wurde 1868 vom Arther Franz Werner Mettler gegründet, als er mit der Fabrikation von Calcium-Acetylen-Brennern für Beleuchtungen begann. 1880 wurde ein neuer Benzinvergaser entwickelt. 1890 stieg Mettlers Sohn Franz Dominik ins Unternehmen ein, welches sein Portefeuille erweiterte und sich vermehrt der Textilmaschinenproduktion zuwandte. Mettler-Maschinen wurden vorwiegend zur Sengung von Garn oder Gewebe verwendet. 1905 wurde die erste Gewebesengmaschine auf den Markt gebracht.
In den jeweiligen Kriegsjahren wurde der Gebrauch von Benzin zum Sengen von Geweben untersagt, so dass die Mettler AG die Innovation eines elektrischen Brenners für Sengmaschinen präsentierte. 1947 und 1951 wurden die existierenden Produktionsanlagen durch Neubauten ersetzt.
1975 liess sich das Unternehmen in den USA das Patent einer zur Verzwirbelung von Fäden nutzbaren Maschine patentieren, 1982 dasjenige für eine piezoelektrische Sengmaschine.

### Fusion mit Schweiter
1987 übernahm die ebenfalls im Textilsegment tätige Schweiter AG aus Horgen die Mettler AG und verlagerte die gesamte Mettler-Produktion nach Horgen. Der Produktionsstandort Arth wurde geschlossen. 1989 wurde die fusionierte Firma um die Schärer AG aus Erlenbach ZH erweitert und trägt seitdem den Namen SSM Schärer Schweiter Mettler AG, in der das gesamte operative Geschäft der Garnproduktion ausgelagert wurde. Die Dachgesellschaft wurde in eine Holding umgewandelt und erhielt den Namen Schweiter Technologies. Der heutige Konzern umfasst neben der SSM die Ismeca Semiconducto und die 3A Composites.
Die Produktionsanlagen in Arth wurden 1993 von der Asco Bettwarenfabrik übernommen, die ihrerseits ihre Produktion von Seewen SZ nach Arth verlagerte.